# Kalmberg-Schanzen
Kalmberg-Schanzen to kompleks skoczni narciarskich w austriackiej miejscowości Bad Goisern am Hallstättersee. Na kompleks ten składają się obiekty o punktach konstrukcyjnych K90, K70, K50, K30, K20 oraz K5.
Żaden z obiektów nie jest wyposażony w maty igelitowe.

## Dane skoczni K90
- Punkt konstrukcyjny: 90 m
- Wielkość skoczni (HS): 91 m
- Punkt sędziowski: 91 m
- Rekord skoczni: 92,5 m -  Adam Małysz (07.01.1996)
- Długość rozbiegu: b.d.
- Nachylenie rozbiegu: b.d.
- Długość progu: b.d.
- Nachylenie progu: 11°
- Wysokość progu: b.d.
- Nachylenie zeskoku: 37,1°
- Średnia prędkość na rozbiegu: b.d.